# Tor kolarski w Kijowie
Tor kolarski w Kijowie (ukr. Київський велотрек– otwarty (niezadaszony) tor kolarski w Kijowie, stolicy Ukrainy. Został otwarty w 1913 roku. Może pomieścić 2000 widzów. Długość betonowego toru wynosi 286 m, jego nachylenie na odcinkach prostych wynosi 11°, a na łukach dochodzi do 38°.

## Historia
Inicjatorem i fundatorem budowy toru był Iwan Filipowicz Bielenko. Budowa rozpoczęła się w 1912 roku, a otwarcie miało miejsce w roku 1913 i połączone było z uroczystościami związanymi z obchodami 300-lecia panowania dynastii Romanowów. Początkowo nowy tor posiadał nawierzchnię z ziemi, a na jego terenie organizowano także kino pod gołym niebem. W 1913 roku w Kijowie odbyły się I Igrzyska Imperium Rosyjskiego, ale kwestią sporną jest, czy w ramach imprezy na tym torze zorganizowano jakiekolwiek zawody.
W 1939 roku nawierzchnię toru pokryto asfaltem. Zaplanowane dalsze prace związane z rozbudową obiektu nie doszły do skutku z powodu wybuchu II wojny światowej. W trakcie wojny tor został uszkodzony; w 1949 roku przeprowadzono gruntowną modernizację areny, w trakcie której m.in. wykonano nową betonową nawierzchnię toru. W latach 1978–1980 miała miejsce kolejna przebudowa, w związku z igrzyskami olimpijskimi w Moskwie w 1980 roku (tor w Kijowie przewidziano jako obiekt rezerwowy dla zawodów w kolarstwie torowym). Po raz kolejny wymieniono wówczas nawierzchnię toru, tym razem na drewnianą. Po 10 latach wystawiony na działanie czynników atmosferycznych drewniany tor nie nadawał się do użytku. W latach 90. XX wieku przeprowadzono kolejne prace remontowe na obiekcie, a nawierzchnię toru z powrotem wymieniono na betonową. W 1998 roku tor został uznany za zabytek.
W 2001 roku tuż za południowym łukiem toru rozpoczęła się budowa 25-piętrowego bloku mieszkalnego. Wysoki budynek, ukończony w 2007 roku, został „wpasowany” w tor, również zyskując łukowaty kształt. Jednocześnie plany deweloperskie zakładały w dalszej fazie likwidację toru i budowę w jego miejscu kolejnych lokali oraz parkingu, choć do 2005 roku przedsiębiorstwo deklarowało pozostawienie toru, a nawet jego remont. W 2007 roku tor został wykreślony z rejestru zabytków, co dawało możliwość jego likwidacji. W 2009 roku deweloper rozpoczął rozbiórkę południowego łuku toru. Działania te spotkały się jednak z protestami lokalnych mieszkańców i aktywistów, którzy postanowili bronić toru przed dekonstrukcją. Prace zostały wstrzymane, a w akcję ratowania obiektu włączył się m.in. mer Kijowa, Witalij Kłyczko. W 2014 roku przywrócono arenie status zabytku. W 2015 roku tor stał się własnością państwową i rozpoczął się jego generalny remont. 20 maja 2017 roku dokonano ponownego otwarcia odnowionego toru. W 2018 roku obiekt przeszedł na własność miasta.